# Гейле-Сиполниеце, Инта
Инта Гейле-Сиполниеце (латыш. Inta Geile-Sīpolniece; род. 1952) — латвийская переводчица.
Перевела на латышский язык романный цикл Анри Труайя «Семья Эглетьер», повести Франсуазы Саган «Здравствуй, грусть» и «Любите ли вы Брамса», Альбера Камю «Падение», Бориса Виана «Пена дней», Жоржа Сименона «Три комнаты на Манхэттене», а также «Детство» Натали Саррот, написанную Жаном Эшнозом биографию Мориса Равеля, книги Пьера Бурдье «Практический смысл» и Мишеля Фуко «Надзирать и наказывать», многие другие произведения.
Составитель антологий современной латышской поэзии и прозы, изданных во Франции и Бельгии. Автор предисловий к латышским изданиям Андре Жида и Маргерит Дюрас. Публиковалась во многих периодических изданиях Латвии.
Автор сценария документального фильма «Плата за мечту» (латыш. Sods par sapni, режиссёр Андрис Розенбергс), рассказывающего о «Французской группе» — кружке латышских интеллектуалов послевоенного времени, репрессированных за свой интерес к французской культуре.
Кавалер французского Ордена Академических пальм (2007).